# سالفاتور مندي (لوحة)
سالفاتور مندي (باللاتينيّة: Salvator Mundi، وتعني: «مُخلّص العالم») هي لوحة للرسام الإيطالي ليوناردو دا فينشي تمثل المسيح في وضعية سالفاتور مندي أي مخلّص العالم وهي الوضعية التي يتخذها يسوع المسيح ويظهر فيها جالساً رافعاً يده اليمنى، وفي يده اليسرى حاملاً كرة زجاجيةً يعلوها صليب. يعود تاريخها إلى حوالي عام 1500. يُعتقد منذ فترة زمنية طويلة أنها نسخة من اللوحة الأصلية المفقودة وأنها مخفية بطبقة جديدة من الألوان، وقد اكتُشفت واستُعيدت ووُضعت في معرض ليوناردو الكبير في المعرض الوطني في لندن خلال الفترة من عام 2011 حتى عام 2012. اعتبر العديد من العلماء البارزين هذه اللوحة عملًا أصليًا لدافنشي.
تُصوِّر اللوحة يسوع في ثوب يعود لزمن عصر النهضة، إذ تشير يده اليمنى إلى إشارة الصليب، بينما يحمل في يده اليسرى كرة كريستال شفافة غير قابلة للانكسار، ما يشير إلى دوره كسالفاتور مندي (أي «مُخلّص العالم» باللاتينية) وتمثل «المجالات السماوية» للجنّة. هناك نحو 20 شكلًا مختلفًا من هذا العمل مشهورة بين طلاب دافنشي وأتباعه. وُضعت الطباشير ورسومات الحبر على الأقمشة الخاصة بليوناردو ضمن المجموعة البريطانية الملكية.
هذا العمل هو واحد من أقل من 20 عملًا من أعمال ليوناردو دا فينشي، وكان الوحيد الذي بقي بحوزة مجموعة خاصة وليس جهة عامة. بيعت هذه اللوحة في المزاد بمبلغ 450.3 مليون دولار في 15 نوفمبر عام 2017 من قبل دار كريستيز للمزادات في نيويورك للأمير بدر بن عبد الله بن محمد الفرحان آل سعود، مسجلةً رقمًا قياسيًا جديدًا في قائمة أغلى الرسومات الفنية ضمن مزاد علني. زُعم أن الأمير بدر اشتراها نيابةً عن دائرة الثقافة والسياحة في أبو ظبي، ولكنهم افترضوا منذ ذلك الحين أنه ربما كان مكلّفًا بهذه المزايدة من قبل حليفه وولي العهد السعودي محمد بن سلمان آل سعود. اعتُقد ذلك بعد تقارير جاءت في أواخر عام 2017 حول أن اللوحة ستُعرض في اللوفر في أبو ظبي. يُقال إن الموقع الحالي للوحة غير معروف، ولكن ذكر تقرير صدر في يونيو عام 2019 أنها خُزّنت على يخت محمد بن سلمان الفاخر (سيرين)، إلى أن ينتهوا من إنشاء المركز الثقافي في العُلا (إحدى مدن المملكة العربية السعودية)، وفي أكتوبر من عام 2019، أشار أحد التقارير إلى أنها قد تكون محفوظة في سويسرا.

## نبذة تاريخية
من المُحتمل أن يكون ليوناردو دا فينشي قد رسم لوحة سالفاتور مندي من أجل لويس الثاني عشر ملك فرنسا وزوجته آن دوقة بريتاني. ربما كُلّف بها حوالي عام 1500، بعد فترة وجيزة من احتلال لويس دوقية ميلانو وسيطرته على جنوة في الحرب الإيطالية الثانية. انتقل ليوناردو من ميلانو إلى فلورنسا في عام 1500. صُنعت نسخ مختلفة من اللوحة من قبل أتباع ليوناردو بمن فيهم تلميذه سالاي (1511). تختلف بعض النسخ اختلافًا كبيرًا عن الأصل، مع وجود عدد قليل، بما في ذلك نسخة لتلميذه ماركو دوجيونو وأخرى لسالاي، تُصوّر موضوع اللوحة بحيوية أكثر.
يبدو أن لوحة ليوناردو كانت في بيت جيمس هاملتون مانور في لندن بين عاميّ 1638 و1641. أُعدم هاملتون بعد مشاركته في الحرب الأهلية الإنجليزية، في 9 مارس من عام 1649، ونُقلت بعض ممتلكاته إلى هولندا بغرض البيع. كان من الممكن للفنان البوهيمي وينسلوس هولار بتاريخ 1650 أن يصنع نسخته أيضًا، في أنتويرب في ذلك الوقت. سُجلت أيضًا في حوزة هنريتا ماريا في عام 1649، في نفس العام الذي أُعدم فيه زوجها تشارلز الأول ملك إنجلترا في 30 يناير. أُدرجت اللوحة في قائمة جرد المجموعة الملكية، بقيمة 30 جنيهًا إسترلينيًا، وعُرضت ممتلكات تشارلز في ظل الكومنولث الإنجليزي. بيعت هذه اللوحة إلى أحد الدائنين في عام 1651، وعادت إلى تشارلز الثاني ملك إنجلترا بعد عصر استرداد الملكية الإنجليزية في عام 1660، وأدرجت في قائمة ممتلكات تشارلز في قصر وايت هول في عام 1666. ورثها جيمس الثاني ملك إنجلترا، وبقيت معه حتى انتقل إلى عشيقته كاثرين سيدلي،  التي أصبحت ابنتها غير الشرعية من جيمس في ما بعد الزوجة الثالثة لجون شيفيلد، دوق بكنغهام. أقام السيد تشارلز هربرت شيفيلد، ابن الدوق غير الشرعي، مزادًا علنيًا للوحة في عام 1763، إلى جانب أعمال فنية أخرى من منزل بكنغهام عندما بيع المبنى إلى جورج الثالث ملك المملكة المتحدة.
من المرجح أن تكون اللوحة قد وُضعت ضمن إطار مُذهّب في القرن التاسع عشر وبقيت فيه حتى عام 2005. اشتراها جامع التحصيل البريطاني فرانسيس كوك في عام 1900. تعرضت اللوحة للضرر بسبب محاولات الترميم السابقة ونُسبت إلى برناردينو لويني، أحد أتباع ليوناردو. باعها حفيد كوك في مزاد علني في عام 1958 مقابل 45 جنيهًا إسترلينيًا على أنها عمل لتلميذ ليوناردو جيوفاني أنطونيو بولترافيو، وظلت اللوحة منسوبة إليه حتى عام 2011.

## إعادة الاكتشاف والترميم

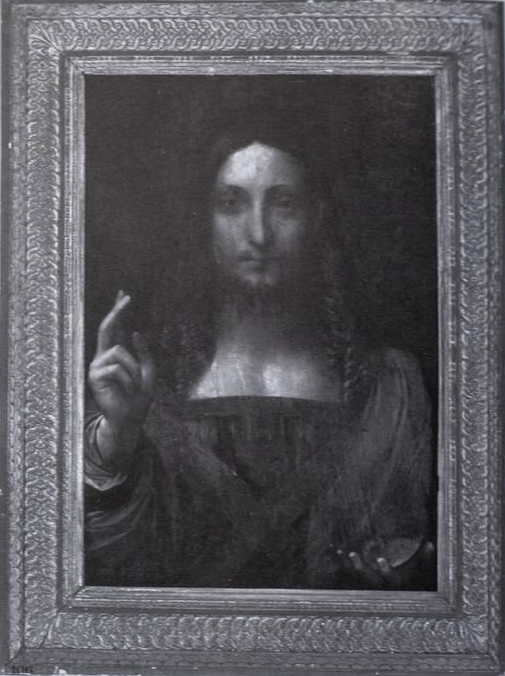
اللوحة كما ظهرت في دار للمزادات عام 2005 حيث بيعت حينها بما تراوح من 1200 حتى 1800 دولار فقط على أنها "لاحقة لليوناردو دافنشي"

تعدّ لوحة سالفاتور مندي من أكثر لوحات ليوناردو التي صُنعت منها نسخ. كان يُعتقد أن نسخة ليوناردو فُقدت بعد منتصف القرن السابع عشر. طورت جوان سنو سميث في عام 1978 قضية مُقنعة مفادها أن النسخة من المُفترض أنها موجودة ضمن مجموعة ماركيز جان لوي دي جاناي في باريس.
استُرجعت لوحة سالفاتور مندي في عام 2005 في مزاد بأقل من 10,000 دولار (8,450 يورو) من قبل ألكسندر باريش وروبرت سيمون. وبيعت من ممتلكات رجل الأعمال باتون روج باسل كلوفيس هندري الأب، في دار مزاد سانت تشارلز غاليري في نيو أورلينز.
اشترى الموزع السويسري إيف بوفيير اللوحة في مايو 2013 بأكثر من 75 مليون دولار أمريكي (في عملية بيع خاصة توسطت فيها شركة سوثبي، نيويورك). ثم بيعت اللوحة لهاوي الجمع الروسي ديمتري ريبولوفليف مقابل 127.5 مليون دولار. خلقت عملية البيع هذه، إلى جانب العديد من المبيعات الأخرى التي قام بها بوفيير إلى ريبولوفليف، خلافًا قانونيًا بينهما، وكذلك بين التجار الأصليين للرسم وشركة سوثبي الأميركية. رُفعت دعوى ضد شركة سوثبي في عام 2016 بسبب اختلافات في البيع. نكرت دار المزادات معرفتها أن ريبولوفليف هو المشتري المقصود، وحاولت جاهدة رفض الدعوى. ثم رفع ريبولوفليف في عام 2018 دعوى قضائية ضد شركة سوثبي مقابل 380 مليون دولار، زاعمًا مُشاركة دار المزادات عن قصد في مخطط بهدف الاحتيال من قبل بوفيير، ولعبت اللوحة جزءًا من هذا المخطط.
عُرضت في هونغ كونغ ولندن وسان فرانسيسكو ونيويورك في عام 2017، ثم بيعت في مزاد علني في كريستيز في نيويورك في  15نوفمبر عام 2017 بمبلغ 450,312,500 دولار، مُسجلةً سعرًا قياسيًا جديدًا بالنسبة لعمل فني. تعرفوا على المشتري بأنه الأمير السعودي بدر بن عبد الله. ذكرت صحيفة وول ستريت جورنال في ديسمبر من عام 2017 أن الأمير بدر كان مُكلفًا من قبل ولي العهد السعودي الأمير محمد بن سلمان. وأكدت كريستيز أن الأمير بدر تصرف نيابةً عن دائرة الثقافة والسياحة في أبو ظبي لعرض هذا العمل في اللوفر أبو ظبي. أُجّل المعرض إلى أجل غير مسمى في سبتمبر عام 2018، وأشار تقرير إخباري في شهر يناير من عام 2019 إلى أنه «لا أحد يعرف مكان اللوحة، وهناك مخاوف كبيرة حول سلامتها».

## بيع اللوحة
في يوم 15 نوفمبر 2017 تم بيع اللوحة بمبلغ بـ450.3 مليون دولار في مزاد لدار مزادات كريستيز في نيويورك. وقد وردت تقارير أفادت أن مشتري اللوحة هو الأمير السعودي بدر بن عبد الله بن محمد بن فرحان آل سعود، ونشرت صحيفة وول ستريت جورنال أن هذا الأمير لم يكن إلا وسيطاً عن ولي العهد السعودي محمد بن سلمان الذي يُعد الشاري الحقيقي للوحة. ولكن قالت دار مزادات كريستيز بنيويورك أن دائرة الثقافة والسياحة التابعة لإمارة أبو ظبي هي من قامت بشراء اللوحة، والتي تقرر عرضها في متحف اللوفر أبو ظبي.

## معرض صور

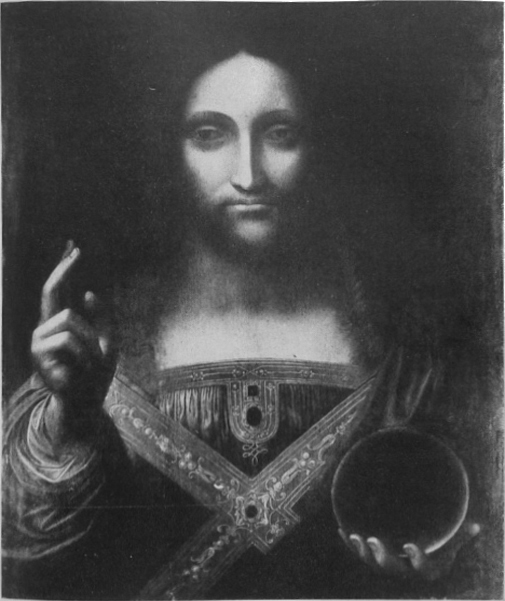
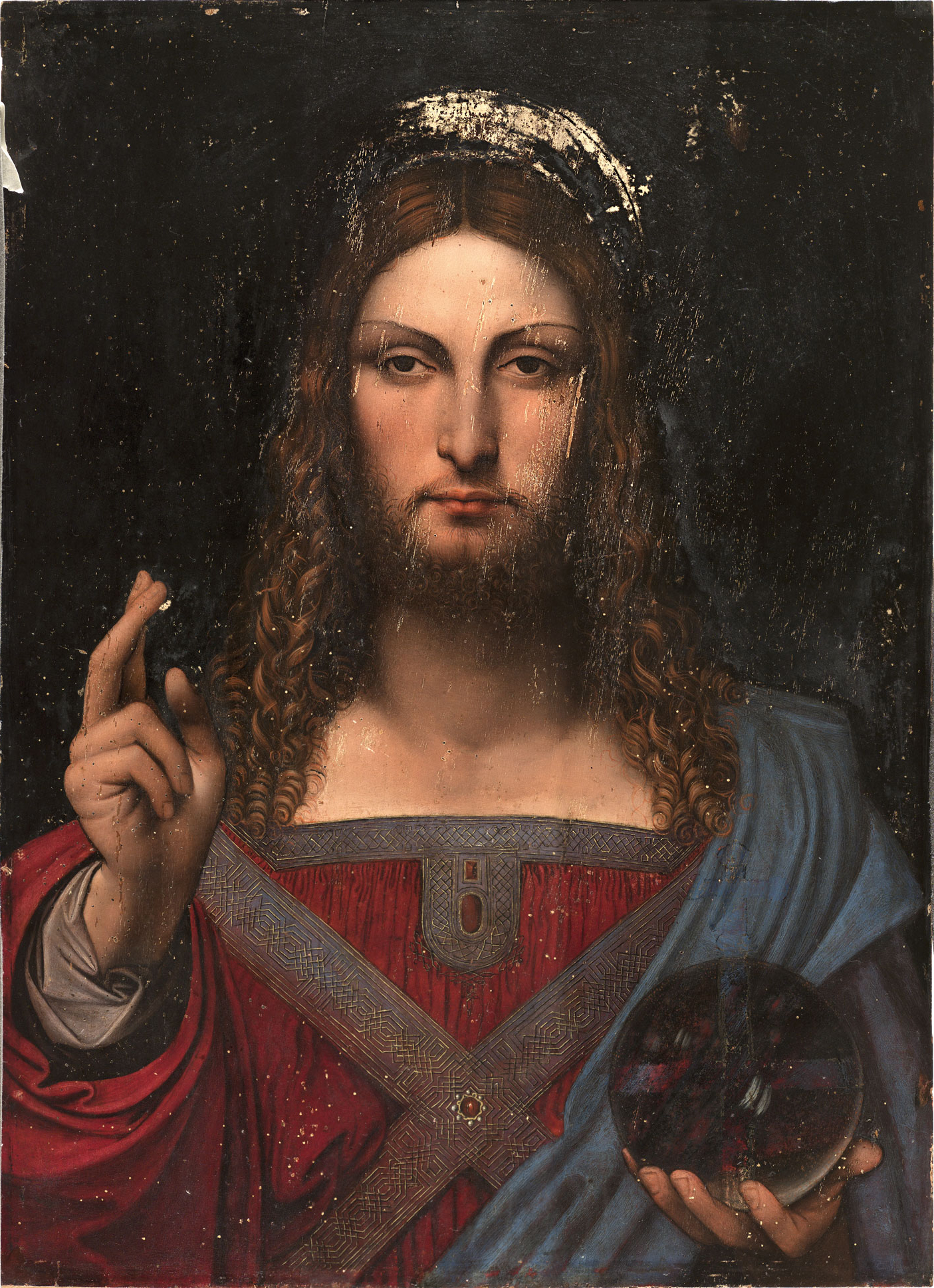
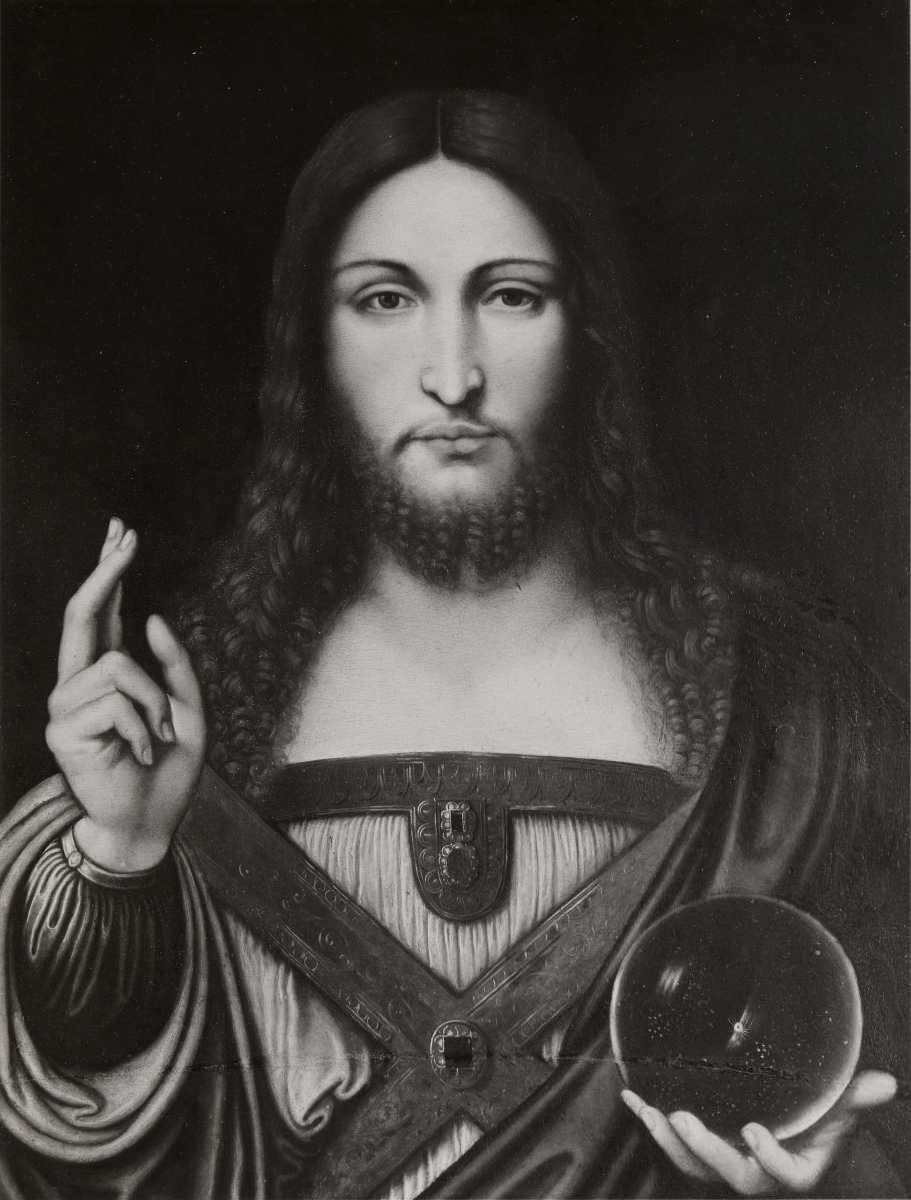
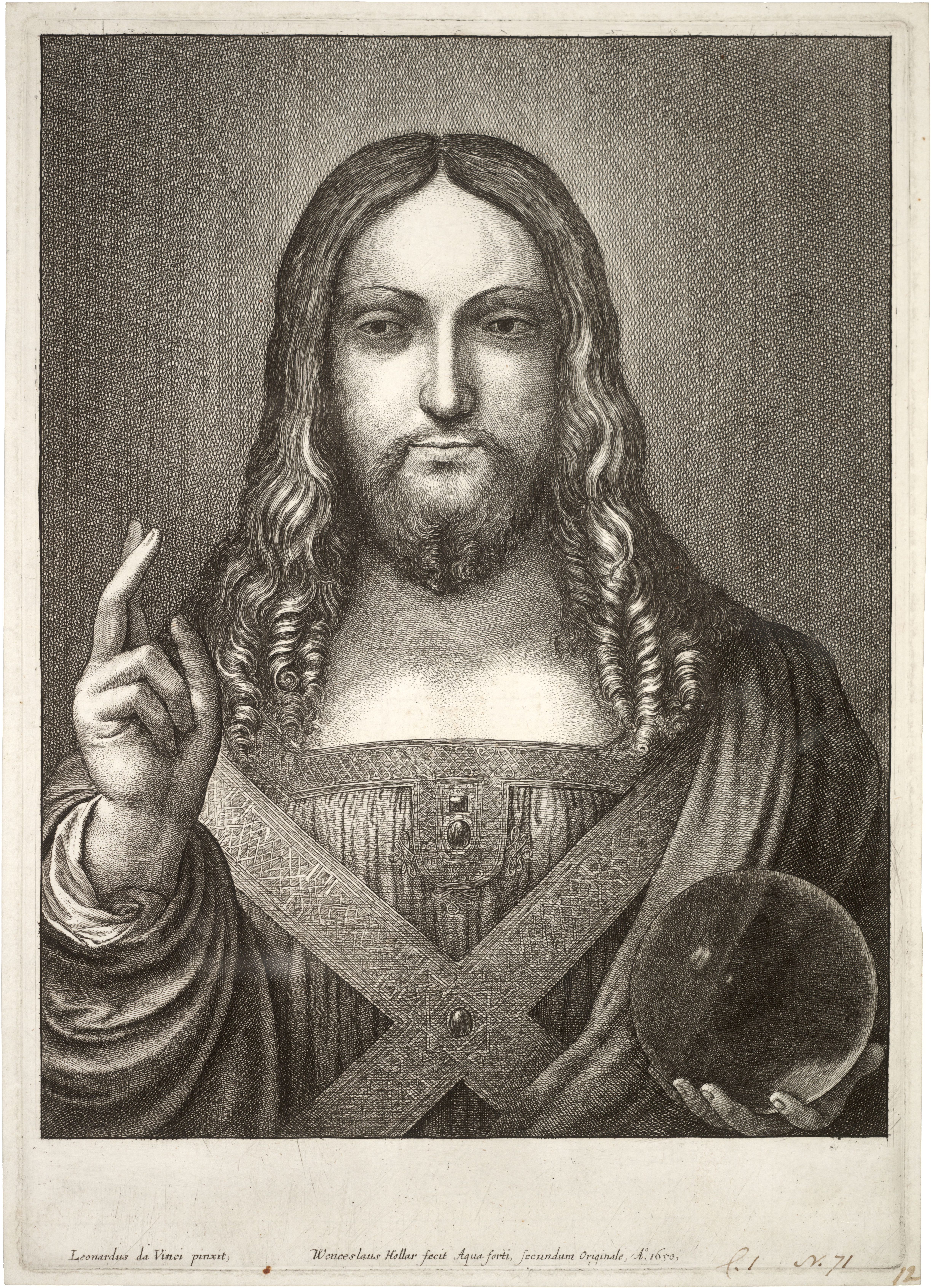
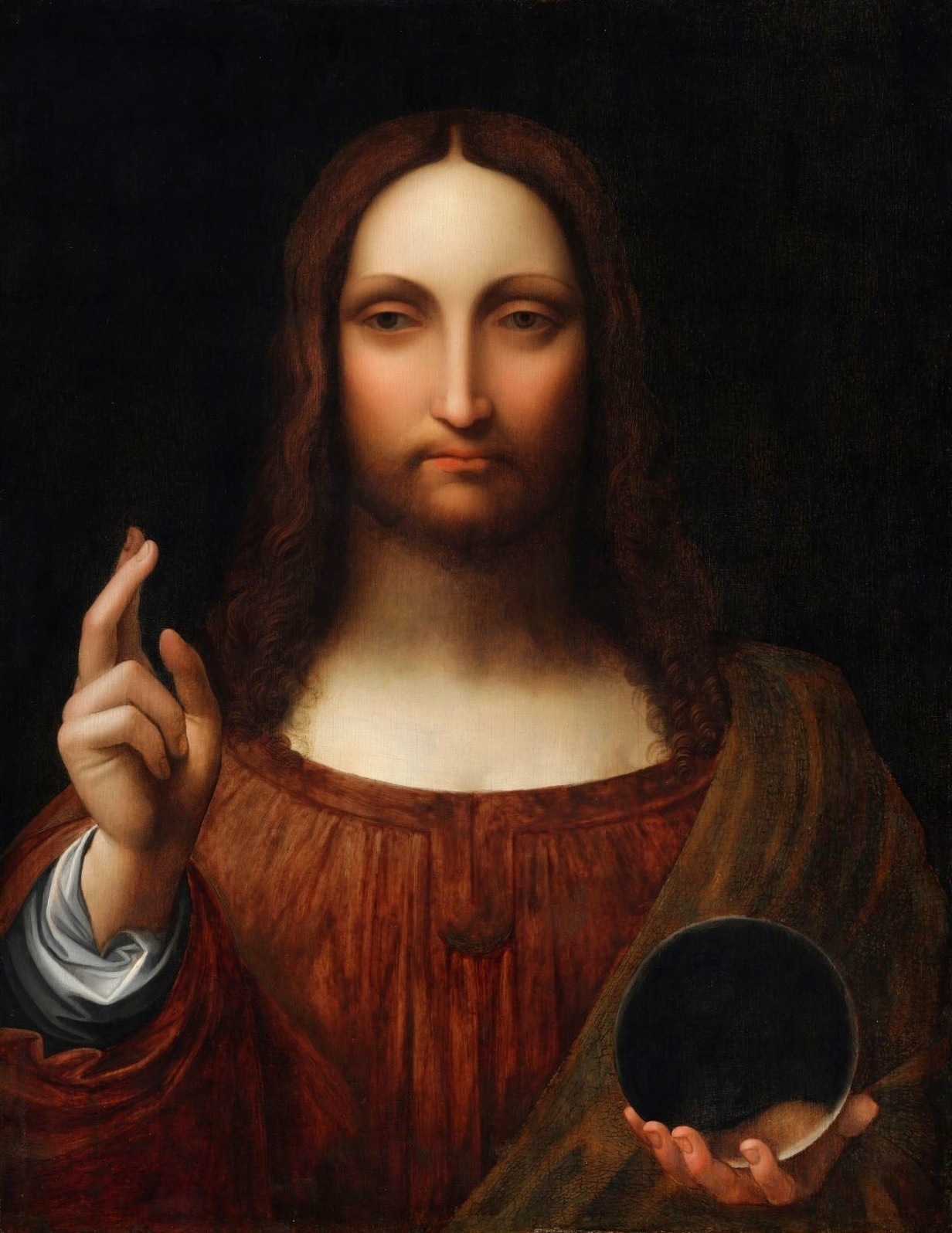
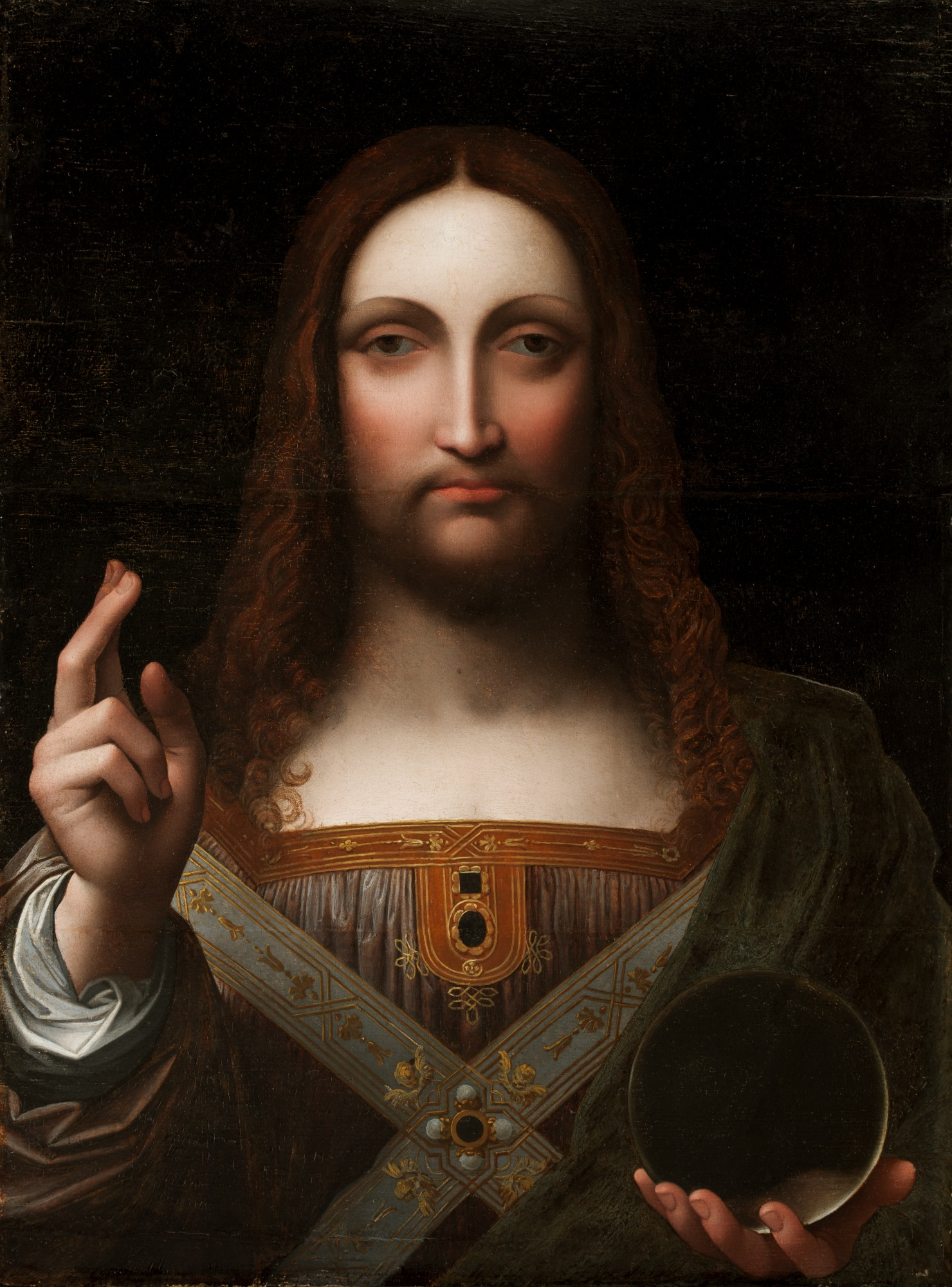

## وصلات خارجية
- ليوناردو وسلفادور مندي.